# Cornești (Dâmbovița)
Pour les articles homonymes, voir Cornești.
Cornești est une commune du județ de Dâmbovița en Roumanie.